# Katalin Kiss
Katalin Kiss (...) è un'ex schermitrice ungherese, vincitrice di tre medaglie d'oro ed una di bronzo ai campionati mondiali di scherma.